# يوفوناوات
اليوفوناوات (الاسم العلمي: Euphoniinae) هي أسرة من الطيور تتبع فصيلة الشراشير الحقيقية من الرتبة العصفوريات.

## أجناسها
- اليوفون
  - يوفون الأيكة (الاسم العلمي:Euphonia affinis)
  - يوفون أبيض المخرج (الاسم العلمي:Euphonia minuta)
  - يوفون أبيض المقدمة (الاسم العلمي:Euphonia chrysopasta)
  - يوفون أحمر البطن (الاسم العلمي:Euphonia rufiventris)
  - يوفون أخضر الحنجرة (الاسم العلمي:Euphonia chalybea)
  - يوفون أخضر برونزي (الاسم العلمي:Euphonia mesochrysa)
  - يوفون أرجواني الحنجرة (الاسم العلمي:Euphonia chlorotica)
  - يوفون أزرق الردف (الاسم العلمي:Euphonia elegantissima)
  - يوفون أصفر الحنجرة (الاسم العلمي:Euphonia hirundinacea)
  - يوفون أصفر الطوق (الاسم العلمي:Euphonia luteicapilla)
  - يوفون أنتيلي (الاسم العلمي:Euphonia musica)
  - يوفون برتقالي البطن (الاسم العلمي:Euphonia xanthogaster)
  - يوفون برتقالي التاج (الاسم العلمي:Euphonia saturata)
  - يوفون بنفسجي (الاسم العلمي:Euphonia violacea)
  - يوفون بني الرأس (الاسم العلمي:Euphonia anneae)
  - يوفون تريندادي (الاسم العلمي:Euphonia trinitatis)
  - يوفون جامايكي (الاسم العلمي:Euphonia jamaica)
  - يوفون ذهبي الجوانب (الاسم العلمي:Euphonia cayennensis)
  - يوفون ذهبي الردف (الاسم العلمي:Euphonia cyanocephala)
  - يوفون رصاصي (الاسم العلمي:Euphonia plumbea)
  - يوفون زيتوني الظهر (الاسم العلمي:Euphonia gouldi)
  - يوفون سميك المنقار (الاسم العلمي:Euphonia laniirostris)
  - يوفون فينشي (الاسم العلمي:Euphonia finschi)
  - يوفون كستنائي البطن (الاسم العلمي:Euphonia pectoralis)
  - يوفون كهرماني المخرج (الاسم العلمي:Euphonia fulvicrissa)
  - يوفون متناسق (الاسم العلمي:Euphonia concinna)
  - يوفون محاكي (الاسم العلمي:Euphonia imitans)
- اليوفون الأخضر
  - يوفون أصفر الطوق (الاسم العلمي:Chlorophonia flavirostris)
  - يوفون أزرق القفا (الاسم العلمي:Chlorophonia cyanea)
  - يوفون كستنائي الصدر (الاسم العلمي:Chlorophonia pyrrhophrys)
  - يوفون أزرق التاج (الاسم العلمي:Chlorophonia occipitalis)
  - يوفون ذهبي الحواجب (الاسم العلمي:Chlorophonia callophrys)